# Pilot 216 SE
Pilot 216 SE är en svensk lotsbåt som byggdes 2014 av  Oy Kewatec Aluboat Ab i Karleby i Finland till Sjöfartsverket i Norrköping. Pilot 216 SE stationerades vid Luleå lotsplats.